# Кубанский переулок (Санкт-Петербург)
Куба́нский переулок — переулок в Василеостровском районе Санкт-Петербурга. Проходит от Тучкова переулка до Кадетской линии.

## История
В 1821—1859 годы входил в состав Загибенина переулка. Современное название дано 14 июля 1859 года по реке Кубани, в ряду улиц Васильевской части, наименованных по рекам России.

## Достопримечательности
- Доходный дом Ф. И. Клеменца (А. И. Винтера) (Кубанский переулок, д. № 1 / Тучков переулок, д. № 4 / Кадетская линия, д. № 9).

Стоявшее на этом месте здание было построено в 1841 году Е. Т. Цолликофером. Перепланировку в 1860-х годах осуществили архитекторы Н. П. Гребёнка и Н. В. Трусов, некоторые переделки в 1873 году были сделаны В. В. Виндельбандтом. Окончательный облик здание приняло в 1900 году после перестройки Ф. И. Лидвалем. Это одна из первых значительных работ Лидваля в Санкт-Петербурге. 